# شاتودون

شاتودون هي بلدة فرنسية تقع في إقليم أور ولوار شمال فرنسا.